# Francesco Vedovati
Francesco Vedovati (Roma, 9 febbraio 1966) è un casting director italiano, vincitore del Nastro d'argento come miglior casting director nel 2015 per il suo lavoro nel film Maraviglioso Boccaccio e nel 2018 per Dogman.

## Filmografia

### Cinema
- I giardini dell'Eden, regia di Alessandro D'Alatri (1998)
- Il manoscritto del Principe, regia di Roberto Andò (2000)
- L'ultimo bacio, regia di Gabriele Muccino (2001)
- A cavallo della tigre, regia di Carlo Mazzacurati (2002)
- Ricordati di me, regia di Gabriele Muccino (2003)
- Lavorare con lentezza, regia di Guido Chiesa (2004)
- Texas, regia di Fausto Paravidino (2005)
- Il supplente (cortometraggio), regia di Andrea Jublin (2006)
- In memoria di me, regia di Saverio Costanzo (2007)
- Aspettando il sole, regia di Ago Panini (2008)
- Amore, bugie & calcetto, regia di Luca Lucini (2008)
- L'uomo che ama, regia di Maria Sole Tognazzi (2008)
- Come Dio comanda, regia di Gabriele Salvatores (2008)
- Solo un padre, regia di Luca Lucini (2008)
- Io sono l'amore, regia di Luca Guadagnino (2009)
- Stella (cortometraggio), regia di Gabriele Salvatores (2009)
- Diverso da chi?, regia di Umberto Carteni (2009)
- La prima linea, regia di Renato De Maria (2009)
- Happy Family, regia di Gabriele Salvatores (2010)
- Baciami ancora, regia di Gabriele Muccino (2010)
- Io sono con te, regia di Guido Chiesa (2010)
- Qualunquemente, regia di Giulio Manfredonia (2011)
- La peggior settimana della mia vita, regia di Alessandro Genovesi (2011)
- Il peggior Natale della mia vita, regia di Alessandro Genovesi (2012)
- Tutto tutto niente niente, regia di Giulio Manfredonia (2012)
- Omamamia, regia di Tomy Wigand (2012)
- Pauline détective, regia di Marc Fitoussi (2012)
- Miele, regia di Valeria Golino (2013)
- Viaggio sola, regia di Maria Sole Tognazzi (2013)
- Io non ti conosco (cortometraggio), regia di Stefano Accorsi (2014)
- La vita oscena, regia di Renato De Maria (2014)
- Il ragazzo invisibile, regia di Gabriele Salvatores (2014)
- Maraviglioso Boccaccio, regia di Paolo e Vittorio Taviani (2015)
- Io e lei, regia di Maria Sole Tognazzi (2015)
- Lo chiamavano Jeeg Robot, regia di Gabriele Mainetti (2015)
- Pericle il nero, regia di Stefano Mordini (2015)
- Forever Young, regia di Fausto Brizzi (2016)
- Fortunata, regia di Sergio Castellitto (2017)
- Il ragazzo invisibile - Seconda generazione, regia di Gabriele Salvatores (2018)
- Dogman, regia di Matteo Garrone (2018)
- Il testimone invisibile, regia di Stefano Mordini (2018)
- Tutto il mio folle amore, regia di Gabriele Salvatores (2019)

### Televisione
- Più leggero non basta, regia di Elisabetta Lodoli (1998)
- Distretto di Polizia (seconda stagione), regia di Antonello Grimaldi (2001)
- Distretto di Polizia (terza stagione), regia di Monica Vullo (2002)
- Francesco, regia di Michele Soavi (2002)
- Ultima pallottola, regia di Michele Soavi (2002)
- Ultimo - L'infiltrato, regia di Michele Soavi (2004)
- Paolo Borsellino, regia di Gianluca Maria Tavarelli (2004)
- Quo vadis, baby?, regia di Guido Chiesa (2008)
- Il segreto dell'acqua, regia di Renato De Maria (2011)
- Questo nostro amore, regia di Luca Ribuoli (2012)
- Il clan dei camorristi, regia di Alexis Sweet e Alessandro Angelini (2013)
- Questo nostro amore 70, regia di Luca Ribuoli (2014)
- Grand Hotel, regia di Luca Ribuoli (2015)
- La mafia uccide solo d'estate (serie televisiva), regia di Luca Ribuoli (2016)
- Trust, regia di Danny Boyle (2018)
- Speravo de morì prima, regia di Luca Ribuoli (2021)
- Call My Agent - Italia, regia di Luca Ribuoli (2023-in corso) [2]
- Ripley, regia di Steven Zaillian (2024)

## Riconoscimenti
- David di Donatello
  - 2025 – Candidatura al Miglior casting per L'arte della gioia, regia di Valeria Golino

- Nastro d'argento
  - 2014 - Nomination miglior casting director per Il ragazzo invisibile, regia di Gabriele Salvatores[1]
  - 2015 - Miglior casting director per Maraviglioso Boccaccio, regia di Paolo e Vittorio Taviani[1]
  - 2018 - Miglior casting director per Dogman, regia di Matteo Garrone